# Inocent IX.
Inocent IX., lat. Innocentius PP. IX.  (Bologna, 20. srpnja 1519. – Rim, 30. prosinca 1591.), rođen kao Giovanni Antonio Facchinetti, 230. poglavar Katoličke Crkve, papa od 29. listopada do 30. prosinca 1591. godine.

## Raniji život
Giovanni Antonio Fracchinetti rodio se 20. srpnja 1519. godine u Bologni. Njegov otac Antonio Fracchinetti i majka Francesca, rođena Cini, bili su skromni ljudi iz Cravegne, u komuni Crodo, Piemont. U Bologni je studirao i završio pravo, te stekao doktorat iz crkvenog i građanskog prava. Za svećenika je zaređen u ožujku 1544. godine, a tri godine kasnije postavljen je za kanonika crkve svetih Gervasija i Protasija u Domodossoli. Iste godine kardinal Niccolo Ardinghelli (1505. – 1547.) uzima ga sebi za tajnika, ali kardinal ubrzo umire a Giovanni Antonio postaje tajnikom kardinala Alessandra Farnesea (1520. – 1589.). Kardinal Farnese šalje ga u svoju nadbiskupiju Avignon za svoga vikara i dijecezanskog administratora. Do 1558. godine obavlja i dužnost guvernera Parme, a zatim se vraća u Rim. Papa Pio IV. (1559. – 1565.) imenuje ga 26. siječnja 1560. godine biskupom Nicastra (danas Lamezia Terme) u Kalabriji. Sudjelovao je na Tridentskom saboru (1562. – 1563.). Od 1566. do 1572. bio je nuncij u Veneciji, gdje je organizirao Ligu, čija je flota izborila sjajnu pobjedu nad Turcima kod Lepanta 1571. godine. Zbog bolesti 1575. godine podnosi ostavku na dužnost biskupa Nicastra i vraća se u Rim. Sljedeće godine imenovan je titularnim patrijarhom Jeruzalema i obnaša razne dužnosti u Kuriji. Papa Grgur XIII. (1572. – 1585.) imenuje ga kardinalom 12. prosinca 1583. godine, te je jedan od glavnih inkvizitora Svete Stolice. Sudjelovao je na konklavi 1585. i dvjema 1590. godine. 

## Izbor za papu
Nakon smrti pape Grgura XIV. 16. listopada 1591. godine, kardinali su se okupili na nove konklave koje su započele 27. listopada. I prije nego što će Papa umrijeti španjolske i protušpanjolske frakcije započele su borbu za budućeg papu. Miješanje španjolskog kralja Filipa II. (1556. – 1598.) u prethodne konklave nisu zaboravljene. Pedeset šest kardinala sudjelovalo je izboru novog pape. Španjolska struja je i dalje kontrolirala većinu, tako da su to bile vrlo kratke konklave. Već nakon tri dana i tri kruga glasovanja kardinal Fracchinetti je dobio dvotrećinsku većinu i postao papa.

## Pontifikat
Inocent IX., kako se nazvao, postao je papom u sedamdeset drugoj godini života. Imajući na umu čijom je zaslugom postao papom, odmah se požurio stati na stranu španjolskog kralja Filipa II. i Katoličke lige u borbi protiv Hugenota i francuskog kralja Henrika IV. (1589. – 1610.) u Francuskom ratu religija (1562. – 1598.). Slanje papinske vojske u oslobađanje Ruena, koštalo ga je trideset tisuća dukata. U svom kratkom pontifikatu uspio je održati jedan konzistorij i imenovati dva kardinala, od kojih je jedan bio njegov pranećak Giovanni Antonio Fracchinetti, mlađi (1575. – 1606.) Već narušenog zdravlja, tijekom hodočašća sedam rimskih crkava jako se prehladio i nakon par dana, u rano jutro 30. prosinca 1591. godine umro. Njegov pontifikat trajao je samo dva mjeseca. Pokopan je u skromnoj grobnici u bazilici sv. Petra.